# 哈佛赑屃
哈佛赑屃 (英語：Harvard Bixi)是一个位于哈佛大学的高17英尺，重27吨的大理石赑屃。是哈佛大学中国校友会为庆祝母校建校300周年捐赠的礼物。

## 历史
该赑屃石碑大约建于1820年，由嘉庆帝敕赐给刚上任的两江总督松筠，原位于南京总督府后花园内。原碑文嘉许了松筠清廉不阿的品行及其对清朝政府的效忠。后此碑搬迁至圆明园直至1860年圆明园被毁而遗失，1936年被哈佛大学中国校友会购得，由上海哈佛大学校友会主席施君和南京哈佛大学校友会主席刘瑞恒共同商议，作为母校300周年赠礼，抹去旧文并重新撰写碑文：
文化为国家之命脉。国家之所以兴也系于文化，而文化之所以盛也实系于学。深识远见之士，知立国之本必亟以兴学为先。创始也艰，自是光大而扩充之，而其文化之宏，往往收效于数百年间而勿替；是说也，征之于美国哈佛大学，兹益信之矣！哈佛·约翰先生于三百年前，由英之美，讲学于波斯顿市，嗣在剑桥设大学，即以哈佛名之。规制崇闳，学科美备，因而人才辈出，为世界有名之学府，与美国之国运争荣。哈佛先生之深识远见，其有造于国家之文化大矣！我国为东方文化古国，然世运推移，日新月异，志学之士复负笈海外，以求深造。近三十年来，就学于哈佛，学成归国服务国家社会者，先后几达千人，可云极盛。今届母校成立三百年纪念之期，同人等感念沾溉启迪之功，不能无所表献，自兹以往，当见两国文化愈益沟通，必更光大扩充之，使国家之兴盛得随学问之进境以增隆。斯则同人等之所馨香以祝，而永永纪念不忘者尔！西历一九三六年九月哈佛中国留学生全体同学敬立”
联合其他千余名校友共同出资，于1936年秋运送到哈佛园，立于怀德纳图书馆旁边。
2012年哈佛大学博物馆将此石碑3D打印出来，并将复制品立于博物馆之内。

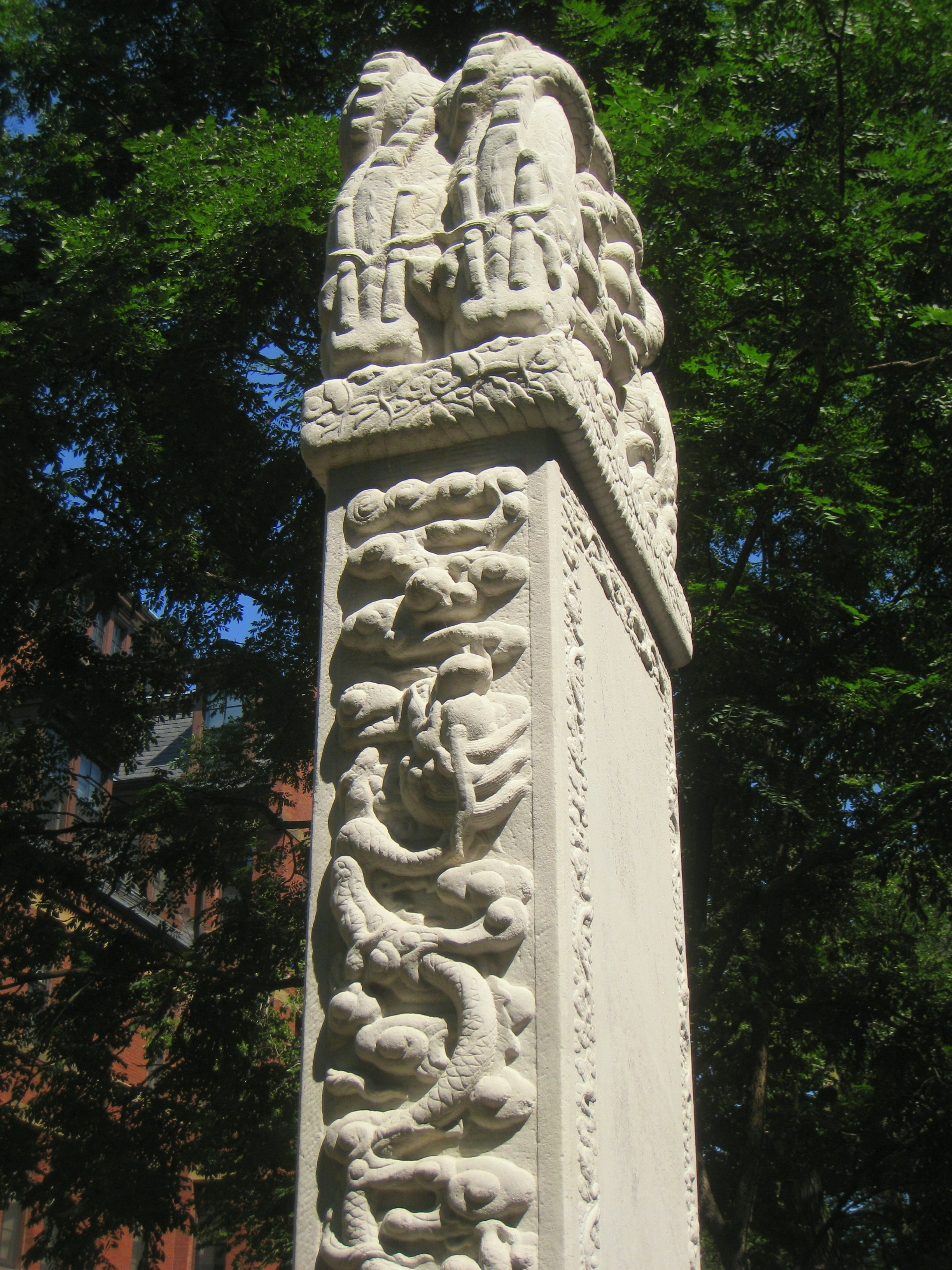
侧面

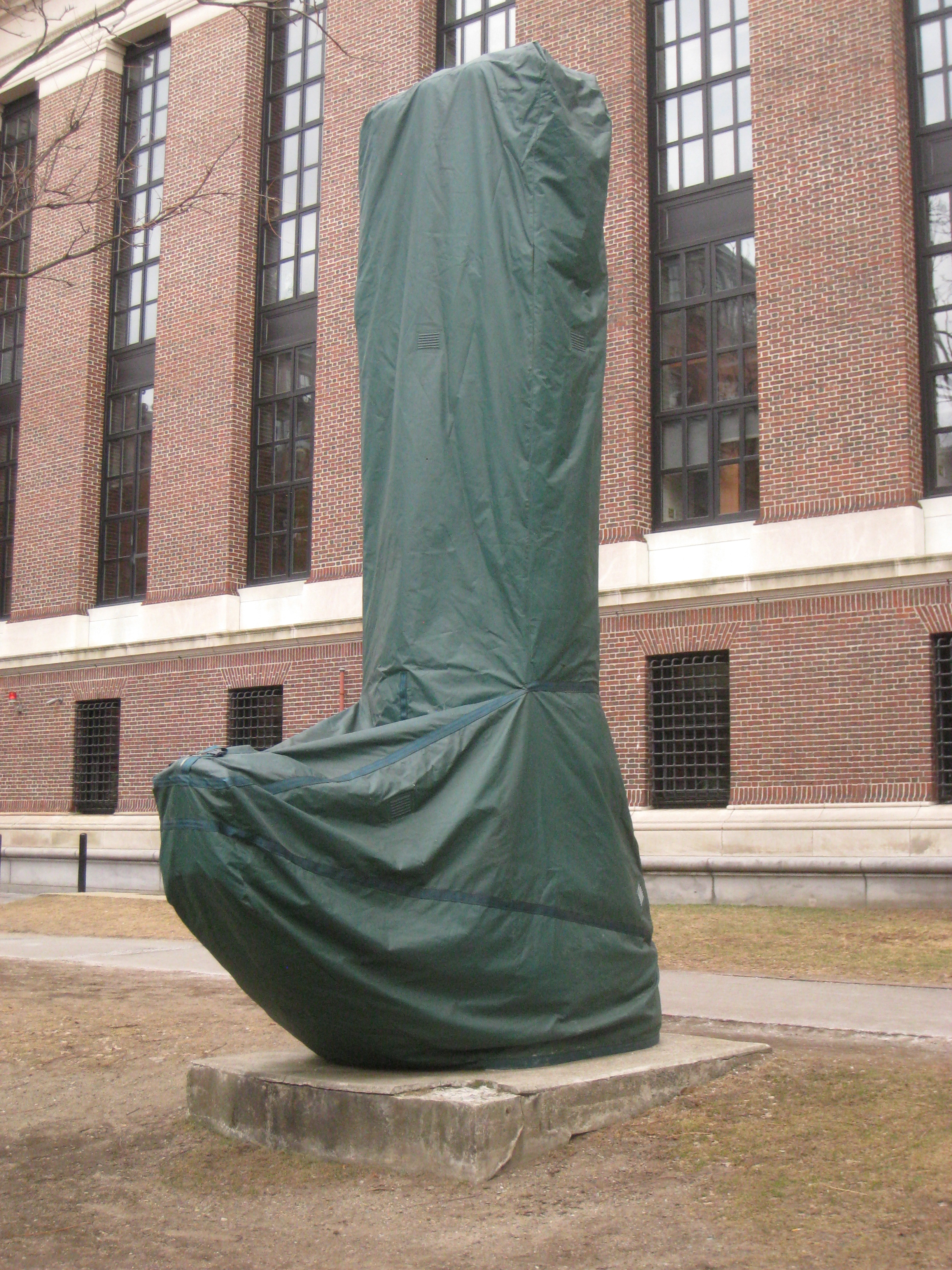
为了保护石碑不被酸雨侵蚀，在冬季特地加上保护罩

.